# Henri Duvillard (ski alpin)
Pour les articles homonymes, voir Henri Duvillard et Duvillard.
Henri Duvillard, né le 23 décembre 1947 à Megève, est un skieur alpin français.

## Biographie
Il est le frère d'Adrien Duvillard père et l'oncle d'Adrien Duvillard junior.
Sa carrière prend brusquement fin avec son exclusion (ainsi que celle de Jean-Noël Augert, Patrick Russel, Roger Rossat-Mignod et les sœurs Ingrid et Britt Lafforgue) de l'équipe de France, décidée à Val-d'Isère en décembre 1973, à quelques mois des championnats du monde de Saint-Moritz. Cette décision qui décapite le ski français des plus grands champions de l'époque, leur a valu par la suite une réhabilitation et des excuses de la part de la Fédération française de ski. 
Il se marie en 1974 avec la skieuse alpine française Britt Lafforgue.
Il donne son nom à la marque de vêtements de ski Henri Duvillard en 1979, vendue par la suite à Avance Diffusion.

## Coupe du monde
- Meilleur résultat au classement général : 2e en 1971 et 1972
  - 7 victoires : 3 descentes, 3 géants et 1 slalom
  - 20 podiums

### Saison par saison
- Coupe du monde 1967 :
  - Classement général : 44e
- Coupe du monde 1969 :
  - Classement général : 6e
    - 1 victoire en descente : Megève
- Coupe du monde 1970 :
  - Classement général : 8e
    - 1 victoire en descente : Wengen
- Coupe du monde 1971 :
  - Classement général : 2e
    - 1 victoire en descente : Sestrières
    - 1 victoire en géant : Madonna di Campiglio
- Coupe du monde 1972 :
  - Classement général : 2e
    - 1 victoire en slalom : Berchtesgaden
- Coupe du monde 1973 :
  - Classement général : 11e
    - 1 victoire en géant : Megève

- Décembre 1973
  - Exclu d'équipe de France avec les meilleurs autres skieurs français pour s'être opposé à la fédération en décembre 1973, il va ensuite faire valoir ses talents sur le circuit professionnel. Il est 2 fois champion du monde professionnel en 75-76 et 76-77. L'équipe de France Homme met plus de 10 ans à se relever.

## Arlberg-Kandahar
- Vainqueur du géant 1971 à Crans Montana

## Championnats de France
- Champion de France de Descente en 1971
- Champion de France de Slalom Géant en 1970